# Nadejda Neynsky
Nadejda Neynsky, auparavant connue sous le nom de Nadejda Nikolova Mikhaïlova (en bulgare : Надежда Николова Михайлова), née le 9 août 1962 à Sofia (Bulgarie), est une femme politique bulgare. 

## Biographie
Nadejda Nikolova Mikhaïlova fait sa scolarité au lycée de langue française № 9 Alphonse-de-Lamartine de Sofia puis des études de langues à l'université de Sofia.
Députée à l'Assemblée nationale à partir de 1995 jusqu'en 2009, elle est une des dirigeantes de l'Union des forces démocratiques (SDS) et est ministre des Affaires étrangères de 1997 à 2001.
Elle est députée européenne de 2009 à 2014, membre du groupe du Parti populaire européen (PPE).